# 瑪雅曆
瑪雅曆是一套以不同曆法與年鑑所組成的系統，為前哥倫布時期中部美洲的瑪雅文明所使用。現仍使用於墨西哥的瓦哈卡州、恰帕斯州、韋拉克魯斯州以及瓜地馬拉高地的瑪雅社群中。
瑪雅曆法系統本身建立在通行於當地的曆法系統上，而該系統至少可追溯到西元前5世紀，與其他中美洲文明所使用的曆法享有許多共同的特徵，例如較早期的文明像是薩波特克與奧爾梅克之曆法，以及當代或較晚期的文明如米斯特克、阿茲特克等的曆法。 
根據瑪雅神話傳統，如猶加敦殖民地時期的紀錄文件，以及古典晚期與後古典期的重建碑文中，伊察姆納通常被歸為替瑪雅人的祖先帶來曆法系統知識的神祇，並帶來了基本的文字與其他瑪雅文明的基礎面。

## 概觀
在這些曆法之中最重要就屬那260天的曆法，它盛行於當時所有的中美洲社會，且年代相當久遠，幾乎可確定是當地最古老的曆法之一。其通常被學者稱為卓爾金曆（Tzolkin，或在瓜地馬拉瑪雅語言學院的新版正寫法中稱為Tzolk'in）。卓爾金曆並與另外一個稱為哈布曆的365天曆法互相結合，組成持續52個哈布曆週期的同步循環，稱為曆法循環（Calendar Round），而卓爾金曆與哈布曆的重要組成單元分別是13天（稱為trecena）以及20天（稱為veintena）的小週期。
另有一種不同形式的曆法則用於記錄更長單位的時間，並作為碑文銘刻用的日期（為了辨別不同事件之間的關聯）。這種曆法稱為長紀曆（Long Count），是以神話起點的所經天數為基礎，並得以向上延伸，以表示未來中的任何日期。這個曆法採用了進位制，系統中的每一個位數皆表示了特定天數的增加倍數。瑪雅數字系統本質上是二十进制（基數為20），即每個位數皆表示了前一個位數的20倍。但有個很重要的例外，在第二個位數中表示了18 × 20、或360天，比400天（20 × 20 = 400）還要接近一個太陽年。然而有一點必須注意：長紀曆與太陽年是無關的。
許多瑪雅長紀曆的碑文中有時會經過補充字符組（Supplementary Series）的增補，標示了掌管該夜的夜神、以及半年週期中陰曆月的月相以及月球位置的資訊。
瑪雅人還使用了584天的金星週期（Venus cycle）曆法，其中追蹤了金星在白天與晚上的升起及合相的時間。曆法中的許多事件被視為是不祥、有害的，且有時戰爭會訂定在此曆法的特殊事件上。
另外也發現了其他較不普遍，或理解不足的週期、組合、及曆法的演進。在少數幾個碑文中證實了有819天曆法的存在，其中有重複9天的時間間隔，這些時間間隔的名稱與眾神、動物、以及其他的重要觀念相關。

## 瑪雅時間觀
隨著使用進位制的長紀曆（一般認為是由其他中美洲文化衍生而來）之發展，瑪雅人有了能以線性關係紀錄不同事件的絕佳系統。理論上，這個系統可以很輕易地表示任何所需的時間長度，只需增加代表更高位的數字即可，而藉此產生無止境增加的天數乘積，使序列中每一天都能佔有一個獨特的長計曆數字。實際上，絕大多數的瑪雅長紀曆碑文中只侷限以系統中的後五項係數表示（使用bak'tun單位來計算），用來表示歷史或現代日期早已綽綽有餘。即便如此，目前殘存的若干碑文樣本揭示抑或暗示有更長的序列存在。此表示瑪雅人相當暸解線性（過去、現在、未來）的時間觀念。
然而，與其它中美洲社會相同，各種曆法週期的重複、可觀察的自然現象週期、以及他們神話傳統中一再重複死與新生的意象，皆對瑪雅人社會產生了重大且普遍的影響。這種重視時間「循環性本質」的觀點是非常特出的，且許多祭典是與許多不同週期的結束與重新開始有關。
當特定的曆法配置再度重複時，也會產生相關的「超自然」影響。特定的曆法配置對他們而言都有一個獨特的「角色」，會影響該配置日期中所發生的事件。因為發生在未來日期中的事件會被前一循環所對應的日期影響，所以可藉此預兆作出占卜。祭典以及重大事件的時間會選擇訂定在良辰吉日中，而避免訂在凶日。
重大曆法週期之結束（像是k'atun週期等特定時間的結束），常會標記在特定的紀念碑（大多數是石碑）上作為紀念，並附有貢奉的祭典。
在瑪雅的創世神話中也提到了循環性的觀點，指出除了人類現今所居住的世界，之前還存在著其他的世界（視不同的傳統而定，有一至五個），由神明塑造成不同的形式，但一個接著一個毀滅了。現今的世界也是個脆弱的存在，需要靠祈禱及定期提供牲禮來維持萬物的平衡。而在其他的中美洲社會中也發現類似觀點。

## 卓爾金曆
金星曆法(Venus calendar)是一種以金星的周期活動為標準的曆法規則。基於未知的原因，瑪雅人同時採用兩套曆法系統，而其中一套曆法系統就是基於金星的周期運轉而製成。金星曆法其實就是指他們的「太陽曆」，他們以20進位來計算。而他們計算一年的正確時間為365天又3小時45分48秒，所以他們總共有19個月，其中有18個月有20天，而第19個月有5天3小時45分48秒。
瑪雅學家給了瑪雅版的中美洲260天曆法卓爾金曆（Tzolkin，而在新版的正寫法中則偏好使用 Tzolk'in）這個名稱，這個名稱是依據猶加敦語所建立，引申意義為「日子的計數」（count of days）(Coe 1992)。這個曆法在瑪雅前哥倫布時期的確切名字仍屬未知，而在阿茲特克的納瓦特爾語中相對應之曆法則稱為托納爾波瓦利曆 （Tonalpohualli）。
卓爾金曆以20個日名以及13個日數構成的trecena週期組成260個獨立的日子，它被用來決定宗教及祭典項目的時間，並做占卜用。每個日期皆依序標上從1到13的日數，接著又從1重新開始算起。此外，每個日期還依序標上了如下列的20個日名：
| 序號1 | 日名2    | 字符範例3 | 西元16世紀的 猶加敦語4 | 經重建後的 古典瑪雅語5 | 序號1 | 日名2   | 字符範例3 | 西元16世紀的 猶加敦語4 | 經重建後的 古典瑪雅語5 |
| --- | -------- | --------- | ---------------------- | ---------------------- | ----- | ------- | --------- | ---------------------- | ---------------------- |
| 01 | Imix     |           | Imix                   | Ha'（?）/ Baah（?）    | 11    | Chuwen  |           | Chuen                  | （未知）               |
| 02 | Ik'      |           | Ik                     | Ik'                    | 12    | Eb      |           | Eb                     | （未知）               |
| 03 | Ak'bal   |           | Akbal                  | Ak'ab（?）             | 13    | Ben     |           | Ben                    | （未知）               |
| 04 | K'an     |           | Kan                    | Ohl（?）               | 14    | Ix      |           | Ix                     | Hix（?）               |
| 05 | Chikchan |           | Chicchan               | （未知）               | 15    | Men     |           | Men                    | Tz'ikin（?）           |
| 06 | Kimi     |           | Cimi                   | Cham（?）              | 16    | Kib     |           | Cib                    | （未知）               |
| 07 | Manik'   |           | Manik                  | Chij（?）              | 17    | Kaban   |           | Caban                  | Chab（?）/ Kab（?）    |
| 08 | Lamat    |           | Lamat                  | Lamaht（?）            | 18    | Etz'nab |           | Etz'nab                | （未知）               |
| 09 | Muluk    |           | Muluc                  | （未知）               | 19    | Kawak   |           | Cauac                  | （未知）               |
| 10 | Ok       |           | Oc                     | Ook（?）               | 20    | Ajaw    |           | Ahau                   | Ajaw（?）              |
| 備註： 1. 卓爾金曆日名的順序編號。 2. 根據瓜地馬拉瑪雅語言學院（Academia de Lenguas Mayas de Guatemala）標準化的新版正寫法中的猶加敦馬雅語日名，並依據馬雅學界的標音規則作些許修改。（下述） 3. 日名的字符（語素文字）範例，要注意紀錄中還有其他不同形式的字符。這裡所表示的是紀念碑碑文中所雕刻的典型螺旋形裝飾（cartouche）版本。 4. 西元16世紀猶加敦馬雅語文獻中所紀錄的日名，主要來自於迪亞哥·德·蘭達主教，這種正寫法直到最近還廣為使用。 5. 在絕大多數的證據中，古典期（西元200年至900年）所建立多數碑文中的日名發音方式仍屬未知。這裡所給的版本（古典瑪雅語，碑文中的主要語言）是經由目前可取得的音系學（phonology）證據所重建而成。問號（？）代表暫時性的重建發音。標音規則依據新版正寫法與馬雅學界的使用習慣。（下述） 「b'」與「b」：猶加敦馬雅語中的濁雙唇音屬於「濁雙唇內爆音」（IPA: [ɓ]），但猶加敦馬雅語有許多西班牙語的外來字，西班牙語的濁雙唇音為「濁雙唇塞音」（IPA: [b]）。在瓜地馬拉馬雅語言學院的正寫法中，為了將兩者做區分，故將猶加敦馬雅語中的濁雙唇音標示為「b'」。馬雅學界雖然除了地名以外採用新的正寫法（有些學者仍使用舊正寫法），但認為「b'」的標示很累贅，於是將原生馬雅語之濁雙唇音標示為「b」。本條目採用馬雅學界的標示方法，否則所有除了16世紀正寫法以外馬雅語的「b」，在新版正寫法中應標為「b'」，如「haab」與「Ben」應分別標示為「haab'」、「B'en」。 |          |           |                        |                        |       |         |           |                        |                        |

此系統由1 Imix開始，接下來是2 Ik'、3 Ak'bal、依此向上推算至13 Ben。之後日數（trecena）重新由1開始算起，而日名序列仍繼續向上推算，所以接下來的組合是1 Ix、2 Men、3 Kib、4 Kaban、5 Etz'nab、6 Kawak、接著是7 Ajaw。二十個日名都用完之後，日名又重新開始算起，而數字部份仍持續累加，所以7 Ajaw的下一天是8 Imix'。因此，若要將13天與20天相互連結的日數、日名之所有組合完整地循環一遍需要260天。
「日數」與「日名」類似於「天干」與「地支」，10「天干」與12「地支」有60個組合，而13「日數」與20「日名」則有260個組合。
| 日數 | 1     | 2   | 3      | 4    | 5        | 6    | 7      | 8     | 9     | 10 | 11     | 12 | 13  | 1  | 2   | 3    | 4     | 5       | 6     | 7    | 8     | 9   | 10     | 11   | 12       | 13   | ... |
| 日名 | Imix' | Ik' | Ak'bal | K'an | Chikchan | Kimi | Manik' | Lamat | Muluk | Ok | Chuwen | Eb | Ben | Ix | Men | K'ib | Kaban | Etz'nab | Kawak | Ajaw | Imix' | Ik' | Ak'bal | K'an | Chikchan | Kimi | ... |

### 占卜
瑪雅人認為每個卓爾金日都有其所影響事物的象徵，瑪雅人有個稱為日期保管者（day keeper）的薩滿祭司，藉由研讀卓爾金曆預測未來。當小孩出生時，日期保管者會解析卓爾金曆以預測小孩將來的命運。舉例來說，在 Ak'bal日出生的小孩會被認為女性化、富裕、並能言善道和具有超自然世界溝通的能力，所以他／她將來可能會成為一個祭司。

### 起源
卓爾金曆的確切起源仍屬未知，然而現存數個理論。其中一個理論提到，卓爾金曆是由以13與20為基數的數學運算而來，13與20對瑪雅人來說是很重要的數字。20是瑪雅數字系統的基數，來自於人類手指與腳趾的總數（詳見瑪雅數字），而13象徵著神明所居住之天界中的層級數，兩個數字相乘等於 260。另一個理論提到，260天的間隔是從人類的孕期而來，這個數字與從第一個該來卻沒有來的月經期開始算起，到分娩期間的平均天數很接近，而不是內格萊氏法則（Naegele's rule）中從最後一次月經開始算起到分娩的40週（280天），故有人推測卓爾金曆原先是由助產士為了推估嬰兒的預產期所發展而來。

## 哈布曆
哈布曆（Haab）是瑪雅的陽曆，由每月二十天的十八個月，加上年末五日稱為Wayeb（或在16世紀的正寫法中為 Uayeb）的「無名日」所組成。人類學教授Victoria Bricker在其著作中（1982）估計，哈布曆的首度使用約在西元前500年左右某個冬至開始的時候。
哈布曆是農民曆的基礎，每個月的月名是以季節及農作事件作為命名的依據。如第十三個月（Mak）指的是雨季結束、第十四個月（K'ank'in）意為秋天成熟的作物。
現為人所知的哈布曆月名是以殖民時期的猶加敦馬雅語表示，源自16世紀所抄寫的資料（尤其來自迪亞哥·德·蘭達主教以及像是秋瑪葉爾區（Chumayel）的契倫巴倫等書籍）。
而前哥倫布時期瑪雅碑文中的哈布曆字符經過語音要素分析之後，顯示了這些20天期的月名會隨著不同的時代、區域有著大幅度的變動，反映出在西班牙紀錄之前古典、後古典時期各種語言、用法之間的不同。
下列為不同時期之馬雅語的哈布曆月名（以時間順序排列）：
| 序號 | 新版正寫法 月名 | 字符範例 | 16世紀的 猶加敦語 | 重建後的 古典馬雅語            |    | 序號     | 新版正寫法 月名 | 字符範例 | 16世紀的 猶加敦語 | 重建後的 古典馬雅語   |
| 1    | Pop             | Pop      | Pop               | K'anjalaw（?）/ K'anjalab（?） | 10 | Yax      | Yax             | Yax      | Yaxsihom          |                       |
| 2    | Wo              | Wo       | Uo                | Ik'at / Wooh(iil)              | 11 | Sak'     | Sak             | Zac      | Saksihom          |                       |
| 3    | Sip             | Sip      | Zip               | Chakat                         | 12 | Keh      | Keh             | Ceh      | Chaksihom         |                       |
| 4    | Sotz'           | Sotz'    | Zotz'             | Suutz'                         | 13 | Mak      | Mak             | Mac      | Mak               |                       |
| 5    | Sek             | Sek      | Tzec              | Kasew / Kusew                  | 14 | K'ank'in | K'ank'in        | Kankin   | Uniw              |                       |
| 6    | Xul             | Xul      | Xul               | (不明)                         | 15 | Muwan    | Muan            | Muan     | Muwaan / Muwan    |                       |
| 7    | Yaxk'in         | Yaxk'in  | Yaxkin            | Yaxk'in                        | 16 | Pax      | Pax             | Pax      | Pax               |                       |
| 8    | Mol             | Mol      | Mol               | Mol / Molol / Molow            | 17 | K'ayab   | K'ayab          | Kayab    | K'anasiiy         |                       |
| 9    | Ch'en           | Ch'en    | Ch'en             | Ik'sihom                       | 18 | Kumk'u   | Kumk'u          | Cumku    | (?)Ohl            |                       |
|      |                 |          |                   |                                |    | 19       | Wayeb           | Wayeb    | Uayeb             | Wayhaab（?）/ Kolajaw |

哈布曆日期是由這個月中的日數後面接上月名所表示，而日數則以譯為「位於」有名月的字符開始算起，通常視為這個月的第0天，雖然有少數人視這一天為上個月的第20天。如在比較後面的例子中，「位於Pop」表示Wayeb的第五天。而對主流人士來說，每年的第一天為0 Pop（位於Pop），接下來是1 Pop、2 Pop、…、19 Pop、 0 Wo、1 Wo… 依此類推。
對於一個標示季節的曆法而言，哈布曆是既粗略又不準確，因為它把365天當作一年，而忽略了實際回歸年中額外的（大約）四分之一天。表示隨著每一年的經過，曆法中所標示的季節會比實際還少四分之一天。因此，在哈布曆中以特定季節命名的月份在數個世紀之後便不再對應到與其月名相應的季節。哈布曆相當於古埃及曆法中遊走的365天，有些人主張，馬雅人已經知道、並修補了這四分之一天的誤差，即使在他們的曆法中並無包含與閏年相當的措施，而閏年由羅馬人首度實施。

### Wayeb
瑪雅人認為哈布曆最後五天稱為Wayeb的無名日是危險的時期。Lynn V. Foster在其著作（2002）中寫道：「在Wayeb期間，分隔凡間與陰間的大門消失了，沒有任何束縛可以阻擋那些邪神興起災厄。」。為了避開這些邪靈，瑪雅人在Wayeb期間有一些習俗並舉行儀式。例如人們會避免離開居所或梳洗他們的頭髮。

## 曆法循環
卓爾金曆以及哈布曆皆不是計年的系統，卓爾金曆與哈布曆的組合已滿足了多數人計日的需求，因為同一個日期的組合在52年內並不會出現兩次，超過當地人的平均壽命。
因為兩個曆法分別以260天與365天為基數，所以整個系統正好每52個哈布年（18980天）會重複一次，這段期間被稱為一個曆法循環（Calendar Round）。曆法循環結束前夕對瑪雅人來說是動盪以及不幸的時期，他們會期盼地等著神明是否會賜予他們另一個52年期。

## 長紀曆

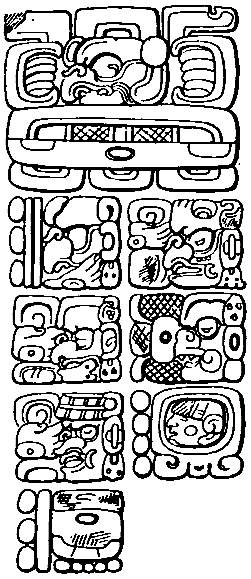
基里瓜遺址的石碑C東面，此碑文代表神話中的創世日期13伯克盾、0卡盾、0盾、0烏納、0金、4 Ahau、8 Cumku。相當於外推格里曆的公元前3114年8月11日。

曆法週期只能區別260天和365天的最小公倍數18,980天（365x52=260x73=18980）以內的日期，約小於52個太陽年。有些人於一生中會重複一次這個週期。因此，若是要準確紀錄他們的歷史，則必需使用另一種更為精鍊的計日方法。
長紀曆使用數列表示，大致上是以20為基數，是為了能單獨計算所有天數而建立的。在瑪雅語中日數的單位稱為金（k'in），而20金稱為烏納（winal或uinal），18烏納為一盾（tun），20盾稱為卡盾（k'atun），20卡盾為一伯克盾（bak'tun）（而再更高位，但極少被使用的四個單位依序為皮克盾（Pictun）、卡拉盾（Calabtun）、金奇盾（Kinchiltun）及阿托盾（Alautun））。
瑪雅曆有一定的週期，如下表：
| 天數          | 長紀曆週期              | 長紀曆單位             | 年             | 伯克盾數       |
| ------------- | ----------------------- | ---------------------- | -------------- | -------------- |
| 1天           |                         | 1 （金）Kin            |                |                |
| 20天          | 20（金）Kin             | 1 （烏納）Uinal        |                |                |
| 360天         | 18 （烏納）Uinal        | 1（盾）Tun             | 接近1年        |                |
| 7200天        | 20（盾）Tun             | 1（卡盾）Ka'tun        | 接近19.7年     |                |
| 144000天      | 20（卡盾）Ka'tun        | 1（伯克盾）Bak'tun     | 接近394.3年    | 1個伯克盾      |
| 2880000天     | 20（伯克盾）Bak'tun     | 1（皮克盾）Pictun      | 接近7885年     | 20個伯克盾     |
| 57600000天    | 20 （皮克盾）Pictun     | 1 （卡拉盾）Kalabtun   | 接近157703年   | 400個伯克盾    |
| 1152000000天  | 20 （卡拉盾）Kalabtun   | 1（金奇盾）K'inchiltun | 接近3154069年  | 8000個伯克盾   |
| 23040000000天 | 20（金奇盾）K'inchiltun | 1（阿托盾）Alautun     | 接近63081377年 | 160000個伯克盾 |

### 瑪雅曆與西曆之間的換算
| 名稱               | 換算標準 |
| ------------------ | -------- |
| Willson            | 438906   |
| Smiley             | 482699   |
| Makemson           | 489138   |
| Spinden            | 489384   |
| Teeple             | 492662   |
| Dinsmoor           | 497879   |
| -4CR               | 508363   |
| -2CR               | 546323   |
| Stock              | 556408   |
| Goodman            | 584280   |
| Martinez-Hernandez | 584281   |
| GMT                | 584283   |
| Lounsbury          | 584285   |
| Pogo               | 588626   |
| +2CR               | 622243   |
| Kreichgauer        | 626927   |
| +4CR               | 660203   |
| Hochleitner        | 674265   |
| Schultz            | 677723   |
| Ramos              | 679108   |
| Valliant           | 679183   |
| Weitzel            | 774078   |

一個曆法中必須至少要有某一個日期能夠準確對映於另一曆法中相對的同一天，才能在兩個不同的曆法之間做日期的換算。一般公認的公曆或儒略曆與瑪雅曆之間換算的表達方式，是從儒略週期（Julian Period）的開始算起至瑪雅的創世日期0.0.0.0.0（實際是13.0.0.0.0）4 Ajaw 8 Kumk'u之所經天數。
最廣為接受的換算是「Goodman, Martinez-Hernandez, Thompson」換算（俗稱為「GMT」），另有一種所謂的「原版GMT換算」事實上與一個稱為Lounsbury換算是同一種換算方式，會引起多數人的混淆。GMT換算是將瑪雅的創世日期定於儒略曆的西元前3114年9月6日或公曆的西元前3114年8月11日，或者是584283儒略日（Julian day number，簡寫為JDN，由儒略週期的起點開始計算之所經過的天數），這個轉換方式符合了天文學、民族誌學、碳定年、以及歷史的證據。然而在不同的時期還有許多其他換算方式被提出，下列的換算方式幾乎純粹是基於歷史考量，除了Floyd Lounsbury所提出的換算方式之外，其只比GMT換算多了兩天，現仍為少數的瑪雅學家所使用。
今天，西元2025年3月22日星期六，在長紀曆中的表示法為：13.0.12.7.14
。
許多關於瑪雅的書以及大多數能做瑪雅曆互換的軟體皆使用外推格里曆（proleptic Gregorian）。在此系統中，儒略曆日期被校正為公曆日期，而不使用在公曆出現之前所使用的儒略曆。此為長紀曆4 Ajaw 8 Kumk'u被轉換為西元前3114年8月11日的原因。
使用以前公曆為基礎的軟體可能會導致下列問題：
1. 歷史研究：舉例來說，G.M.T.換算是以猶加敦的迪亞哥·德·蘭達主教以及墨西哥的伯納狄諾·迪薩哈岡（西班牙语：Bernardino de Sahagún）（Bernardino de Sahagun）主教之活動日期為依據，如果有人試著使用以前公曆為基礎的程式來取得正確的換算，此將不可行，因為德·蘭達與迪薩哈岡所使用的是儒略曆。
2. 天文研究：舉例來說，在研究古代石碑或刻本上的資料時，有人會將長紀曆轉換成年、月、日。接著將這些日期輸入天文學程式中，但程式所使用的是標準的儒略曆／公曆，如此會造成重大的錯誤。

既然大多數研究人員會購買電腦軟體來做瑪雅曆的換算，顯然這並非無關緊要的問題，了解自己使用的程式為哪一套系統是必需的。

### 計算長紀曆的日期
長紀曆的日期數列是以最高的時間單位（伯克盾）開始表示起，接著才列出較小的時間單位，一直到日數（金），然後才是曆法循環的日期。
一個曆法循環之中的典型日期為9.12.2.0.16 5 Kib 14 Yaxk'in，我們可以經由下列的運算來驗證該日期是否正確。
或許找出自從4 Ajaw 8 Kumk'u的所經天數會容易許多，並藉此表示5 Kib 14 Yaxk'in該日期是如何推導出來的。
| 9  | × 144000 | = 1296000    |
| 12 | × 7200   | = 86400      |
| 2  | × 360    | = 720        |
| 0  | × 20     | = 0          |
| 16 | × 1      | = 16         |
|    | 總天數   | = 1383136 金 |

### 計算卓爾金曆的日期部份
卓爾金曆是從4 Ajaw開始算起。如要計算卓爾金曆日期的數字部份，我們必須將所求日期之所經天數加上4， 然後將總天數除以13。
{\displaystyle {(4+1383136) \over 13}=106395{5 \over 13}}
這表示有整整106395個13天週期，而卓爾金曆日期的數字部份為5。
因為一共有20個日名，所以我們必須將長紀曆經過的總天數除以20，才能計算當天的日期。
{\displaystyle {1383136 \over 20}=69156{16 \over 20}}
這表示從Ajaw開始，往後算16個日名，我們可以得到K'ib。因此卓爾金曆的日期為5 K'ib。
如果想轉成Kin 260，可以自行製作試算表查找，或查看下表︰
直是1-20，橫是1-13(點點)

### 計算哈布曆的日期部分
哈布曆日期的8 Kumk'u表示第18個月的第9日，既然每個月有20天，則距離Kumk'u的結束還剩下11天。而哈布曆中的第19個月、也是最後一個月只有5天。因此，距離哈布年的結束還有16天。
如果將總天數減掉16天，我們將得以計算共有多少個完整的哈布曆年：
{\displaystyle 1383136-16=1383120}
接著將其所得除以365，我們得到：
{\displaystyle {1383120 \over 365}=3789{135 \over 365}}
因此，一共經過了整整3789個哈布曆週期，再加135天到一個新的哈布曆週期。
接著再找出這一天出現在哪一個月。將135天除以20，我們得到整整六個月，還有餘下的15天。所以該日期在哈布曆中出現在第七個月，也就是Yaxk'in。Yaxk'in中第十五天的日數為14，因此該日在哈布曆中的日期為14 Yaxk'in。
因此可以確定，長紀曆中的日期為：9.12.2.0.16 5 K'ib 14 Yax'kin。

### 西元2012年
據推測，馬雅曆第13伯克盾的結束對於瑪雅人有極重大意義，但根據他們的信仰並不表示是世界末日，反而是重生的時刻。《波波爾·烏》一書彙整了殖民地時期高地中的基切瑪雅人(Quiché Maya)所流傳創世神話其中的細節，根據書中的內容提到我們居住在第四個世界。波波爾·烏中敘述了神明在前三個創世的失敗，以及成功創造人類所生存的第四個世界。瑪雅人認為第四個世界會在災禍之中結束，而第五個、也是最終的一個世界將被創造，同時也象徵了人類的終結。
上一次的創世在长期积日制历法中的0.0.0.0.0（實際是13.0.0.0.0）4 Ajaw 8 Kumk'u結束，而另一次的13.0.0.0.0將會發生在2012年12月21日。這個日期在許多關於新世紀的文章與書籍中引起了廣泛的討論，到底代表了這本次創世的結束還是其他截然不同的事物。然而，瑪雅人將長紀曆簡寫為只取後五個二十進位的位數。而前面更大的位數則通常不表示。在科巴的石碑1中，將本次創世的日期用24個單位表示：13.13.13.13.13.13.13.13.13.13.13.13.13.13.13.13.13.13.13.13.0.0.0.0，相當於公元前3114年8月11日。
這在帕倫克遺址中被證實了，馬雅學家在此遺址不僅找到延續至公曆4772年的長紀曆，同時也找到帕倫克人民會在這一年慶祝已故國王巴加爾二世的事蹟記錄，顯然古典期的瑪雅人並不認為這個時代會在2012年結束。2012年12月21日被認為是長紀曆長達5126年或第13個伯克盾週期的結束。在這之後還接著第14到第20個伯克盾。

## 補充字符組（Supplementary Series）
許多古典期的紀日碑文還會加上一組稱為「補充字符組」（Supplementary Series）的字符，早期学者们把最先发现的字符组标记为G,F,E,D,C,B,A，后来的学者们又发现了Z,Y,X字符组，這些字符組的運作方式有很大部份是由馬雅學家約翰·E·提波所解明。補充字符組通常由下列元件所構成：

### 夜神（Lords of the Night）
在馬雅神話以及其他中部美洲文明（如阿茲特克、薩波特克）的神話中，每個夜晚皆被冥府九位神祇的其中一位所掌管。因此構成了一個九天的循環週期，通常使用兩個字符表示：
- 第一個字符被命名為字符G，會宣告當天的掌權夜神，代表九位神祇的字符被依序命名為字符G1~G9，合稱為G字符組(G series)。
- 後面接上的字符F的確切意義仍尚未明瞭，然而現有數種理論。

### 紀月字符組 （Lunar series）
紀月字符組（Lunar Series）通常用五個字符表示，藉以提供當次陰曆月（lunation）的相關訊息：包括本月是第幾個陰曆月（從0~5，共6個月份）、現在的當任月神、以及該次陰曆月的長度（日數29或30）。

#### 月齡
馬雅人會計算該次陰曆月所經過的天數，他們使用兩種系統來決定月亮週期的第0天：第0天會從剛好可看見細細一條上弦月的第一個晚上開始算起、或是從下弦月剛好消失的第一個早上開始算起。馬雅學家將這組表示月齡的字符命名為字符D與字符E。
- 月亮週期的第0天會使用一個代表新月的字符來表示。
- 字符D是用來表示月齡的第1日至19日，字符D的標示新月過後的所經天數，本體部分則被描繪成一隻手的形狀。
- 至於月齡20日至30日，會使用字符E來表示，用來計算20日之後的所經天數。

#### 陰曆月份數與月神
馬雅人將6個陰曆月作為一個週期，並將每個月份由0至5作編號，各個月份由六個月神的其中一位所掌管。使用兩個字符來表示：其中一個字符用0到5的係數來計算已過去的陰曆月數、另一個字符表示該陰曆月的當任月神。約翰 ·提波發現基里瓜遺址石碑E的紀載日期中（9.17.0.0.0）出現了月神2，同時也發現了大多數的其他碑文也標示了相同的陰曆月份。因該日是個非常有趣的日期，因為當天正好結束了一個卡盾週期，且在兩天後馬雅地區中出現了肉眼可見的日食，當日剛好是代表不幸的Wayeb之第一天。

#### 陰曆月長度
一個陰曆月週期的長度為29.53059天，因此若要標記陰曆月的天數時，數字必定會落在29或30天。馬雅人用兩個字符來標記該陰曆月是29天還是30天：字符B宣告即將標示陰曆月長度（接頭字符，且有時不會出現），後面接上字符A，字符A上半部是代表月亮的字符，下半部字尾的數字則標示該陰曆月的天數，如數字標示為9則代表該陰曆月為29天，標示為10則代表該陰曆月為30天。

## 金星週期
另一個對瑪雅人很重要的曆法是金星週期。瑪雅人在天文學方面有著極為卓越的成就，他們可以非常準確地計算出金星週期。瑪雅刻本之一的德累斯顿手抄本的第四六頁至第五十頁準確地計算了金星的位置，瑪雅人藉由多年來的仔細觀察才能夠達到如此的精確度。金星週期曆法之所以對瑪雅人格外重要，是因為瑪雅人認為金星週期與戰爭有關，並用它來占卜戰爭及加冕儀式的良辰吉日，瑪雅統治者會計畫在金星升起時開戰。瑪雅人也很有可能追蹤了其他如火星、水星、以及木星等行星的運行。

## 腳註
1. ↑  Miles, Susanna W, "An Analysis of the Modern Middle American Calendars: A Study in Conservation." In Acculturation in the Americas. Edited by Sol Tax, pp. 273–84. Chicago: University of Chicago Press, 1952.
2. ↑  Tedlock, Barbara, Time and the Highland Maya Revised edition (1992 Page 1) "Scores of indigenous Guatemalan communities, principally those speaking the Mayan languages known as Ixil, Mam, Pokomchí, and Quiché, keep the 260-day cycle and (in many cases) the ancient solar cycle as well (chapter 4)."
3. ↑  Rice (2007), p. 33
4. ↑  Miller and Taube (1993)Itzamna（伊察姆納）項目，第99-100頁。
5. 1 2  Academia de las Lenguas Mayas de Guatemala. . Guatemala City: Instituto Indigenista Nacional. 1988. 而在Kettunen and Hemke (2005)的著作中有詳盡的細節與注釋，提到該正寫法在馬雅學家（英语：Mayanist）社群中的採用狀況，頁5。
6. ↑  "Mythological" in the sense that when the Long Count was first devised sometime in the Mid- to Late Preclassic, long after this date; see for e.g. Miller and Taube (1993, p.50).
7. ↑  請參看英文維基百科的條目Lords of the Night
8. ↑  Coe 1992
9. ↑  Miller and Taube 1993
10. ↑  Miller and Taube, 1993:68-71
11. ↑  The modern orthography and reconstructed Classic Maya names in the table follow the summary provided in Kettunen and Helmke (2005). The associations are based on Miller and Taube (1993), p.49.
12. 1 2 3  Kettunen and Helmke (2011)，不同版本的卓爾金日名，第56-57頁。
13. ↑  Kettunen and Helmke (2011)，NOTE ON THE ORTHOGRAPHY，第7頁。
14. ↑  . 頭條日報. 2011年8月5日.
15. ↑  See for e.g. Miller and Taube (1993, pp.46, 48.)
16. ↑  Zero Pop actually fell on the same day as the solstice on 12/27/−575, 12/27/−574, 12/27/−573, and 12/26/−572 (astronomical year numbering, Universal Time), if you don't account for the fact that the Maya region is in roughly time zone UT−6. See IMCCE seasons 的存檔，存档日期2012-08-23..
17. ↑  Boot (2002)，頁111–114。
18. ↑  Kettunen and Helmke (2011)，不同版本的哈布曆月名，第58-59頁。
19. ↑  Foster, Lynn V.. . New York: Facts on File. 2002.
20. ↑  Schele & Freidel （1990）, pp.429–430
21. ↑  Thompson, J. Eric S. Maya Hieroglyphic Writing, 1950 Page 236
22. ↑  . 2012年5月11日  [2012年12月16日]. （原始内容存档于2018年9月26日）.

## 外部連結
- Day Symbols of the Maya Year - 古腾堡计划 1897年Cyrus Thomas所撰。 （英文）
- Interactive Maya Calendars （英文）
- Maya calendar on michielb.nl, with conversion applet from Gregorian calendar to Maya date（以前公曆為準。） （英文）
- Convert date from Maya long count to Gregorian calendar（長計曆與公曆之間的雙向換算，只限前公曆。) （英文）
- Maya Calendar and Links on diagnosis2012.co.uk （页面存档备份，存于）（這個計算機使用前公曆為標準，這個網站有大量的瑪雅曆網站連結。） （英文）
- Maya Calendar, Date conversions, contemporary year version, Tzolkin and Haab day in Calendar Rounds （页面存档备份，存于） （英文）
- Today's Long Count （英文）